# Гроза над Тихоріччям (телесеріал)
«Гроза над Тихоріччям» — український драматичний телесеріал виробництва «1+1 продакшн». Повторні покази з повним українським дубляжем транслювався на телеканалі «1+1 Україна».

## Сюжет
Павло Соколов, науковий співробітник одного з НДІ, втрачає роботу. Йому випадає можливість непогано підзаробити — за дорученням приятеля-бізнесмена він вирушає в сільську глибинку, де має вмовити Марію Лошкарьову продати її молочну ферму під бізнес-проект міських воротил. Павло, навіть сам того не розуміючи, закохується в Марію. Тепер він має зробити нелегкий вибір: не виконати доручення друга чи йти проти совісті…

## У ролях
- Людмила Загорська — Марія Лошкарєва
- Андрій Самінін — Павло Соколов

А також: Олексій Череватенко, Андрій Мостренко, Дарина Трегубова, Алла Мартинюк, Єлизавета Зайцева, Федір Гуринець, Віталій Іванченко, Анна Левченко, Олександр Форманчук, Андрій Корженевський, Сергій Кучеренко, Анна Тамбова, Дмитро Сова, Гліб Мацібора, Артем Мартинішин, Світлана Штанько, Олег Примогенов, Павло Алдошин, Галина Корнєєва, Аліса Гур'єва, Ігор Петрусенко, Сергій Коршиков.

## Знімальна група
- Продюсери: Олександр Ткаченко, Вікторія Лезіна, Олена Васильєва
- Автори сценарію: Олена та Євген Арбузови
- Режисер-постановник: Бата Недич
- Композитор: Руслан Квінта
- Оператор-постановник: Валентин Мельниченко
- Художник-постановник: Дмитро Жмурко

## Український дубляж
Українською мовою серіал дубльовано студією «1+1» у 2023 році.
Ролі дублювали: Євген Пашин, Максим Кондратюк, Дмитро Завадський, Олесь Гімбаржевський, Михайло Кришталь, Юрій Кудрявець, Андрій Мостренко, Андрій Альохін, Михайло Тишин, Олексій Череватенко, Андрій Соболєв, Олександр Солодкий, Дмитро Рассказов-Тварковський, Ірина Дорошенко, Лідія Муращенко, Олена Узлюк, Катерина Брайковська, Катерина Буцька, Аліса Гур'єва, Вікторія Москаленко, Єлизавета Зіновенко.